# Josef Špelda
Josef Špelda (* 22. dubna 1940, Třebíč) je český kameraman a pedagog.

## Biografie
Josef Špelda se narodil v roce 1940 v Třebíči, jeho otcem byl cukrář. K práci kameramana se poprvé dostal ve 12 letech, kdy dostal od otce kameru. Nastoupil na FAMU na katedru kamery, kterou v roce 1965 absolvoval a nastoupil na pozici kameramana do Československé televize. Tam působil až do jejího zániku v roce 1992, kdy pak přešel do České televize, kde pracoval až do roku 1994. Po odchodu z české televize pracoval jako kameraman na volné noze. Působí také jako pedagog na FAMU.

## Ocenění
V roce 2007 obdržel Výroční cenu Akademie českých kameramanů, konkrétně ji získal za televizní film Zastřený hlas. V roce 2024 obdržel od Asociace českých kameramanů ocenění za Celoživotní dílo. V roce 2020 byl oceněn Cenou města Třebíče.
Je členem Asociace českých kameramanů.

## Dílo
Věnuje se dokumentární, televizní, filmové a hudební kameře. Spolupracoval i se zahraniční produkcí, v ČR pracoval např. na seriálu Saturnin nebo na filmu Milenci & Vrazi.

### Filmy
- 1982, Cestou k vítězství

- 1986, Párátko

- 1991, Já, Mauglí

- 1991, Biletářka

- 1991, Largo desolato

- 1992, Zítra to spustíme

- 1993, Hadí pohledy

- 1994, Saturnin

- 1994, Divadelní román

- 1995, Má je pomsta

- 1995, Hra se smrtí

- 1996, Ceremoniář

- 1996, Play Strindberg

- 1997, Čarodějné námluvy

- 1998, Bedřich má psy rád

- 1998, Bloček

- 1998, Stříbrný a Ryšavec

- 1998, Milenec lady Chatterleyové

- 1998, Slečna Julie

- 2000, Sjezd abiturientů

- 2000, Gambit

- 2002, Nevěsta s velkýma nohama

- 2002, Byla láska...

- 2003, Hodina tance a lásky

- 2003, Malovaný děti

- 2003, Vrah jsi ty

- 2004, Milenci & Vrazi

- 2004, Revizor

- 2004, In nomine patris

- 2005, Pohádka o houslích a viole

- 2005, Vítězství

- 2006, Poslední kouzlo

- 2006, Zastřený hlas

- 2008, 10 způsobů lásky

- 2008, Devatenáct klavírů

- 2009, Archiv

- 2009, Bekyně mniška

- 2010, Cizí příběh

### Seriály
- 1994, Saturnin

- 1996, Poe a vražda krásné dívky

- 2002, O ztracené lásce

- 2004, Nadměrné maličkosti

- 2005, Strážce duší

- 2007, Boží pole s.r.o.

- 2008, Nemocnice na kraji města – nové osudy

- 2010, Cukrárna

### Ostatní
- 1974, Recitál Marie Rottrové – Lásky

- 1985, Vévodkyně valdštejnských vojsk

- 1986, Hamlet

- 1993, Setkání s Oldřichem Daňkem

- 2000, Heda Gablerová

- 2012, Neobyčejné životy

- 2016, Den opričníka

- 2018, Vzkříšení